# Bytyń (Marcinkowice)
Bytyń – część wsi Marcinkowice w Polsce, położona w województwie zachodniopomorskim, w powiecie wałeckim, w gminie Tuczno.
W latach 1975–1998 Bytyń administracyjnie należał do województwa pilskiego.